# Мартина Апостолова
Мартина Апостолова е българска театрална и филмова актриса и общественичка.
Родена е на 6 януари 1990 г. Апостолова живее за кратко в Германия.
Завършва „актьорско майсторство“ в Нов български университет през 2013 г. в класа на Цветана Манева и Снежина Петрова. Започва да работи на щат към Благоевградския театър след завършването си. Играе в редица пиеси, измежду които „Летище“, „Карай да върви“ и „Идеална жена“.
Филмът „Ирина“ (реж. Надежда Косева), е дебютният ѝ пълнометражен филм. Мартина Апостолова е с няколко големи международни награди за ролята си в „Ирина“ – от филмовите фестивали във Варшава, Тбилиси, Хонконг, Котбус, Бари, Техеран, Палич. Също е ностел на наградата за най-добра женска роля на филмовия фестивал за българско кино „Златна роза“.
През 2020 г. е обявена за Европейска изгряваща звезда на филмовия фестивал Берлинале.

Апостолова е активист за гражданските права на лесбийки, гей мъже, бисексуални, трансджендър и интерсекс хора (ЛГБТИ). Тя е против всякаква форма на дискриминация. 

Не мога да си обясня расизма, хомофобията. Това са хора, които мразят някого заради това, че е човек. Това е все едно да мразиш себе си. Представи си каква агресия имат тези хора спрямо самите себе си, за да стигнат до там.

От март 2021 г. играе Юнис в пиесата „Трамвай „Желание“ в театър „Азарян“, под режисурата на Касиел Ноа Ашер. На следващата година играе главна роля във филма на Теодор Ушев, „φ1.618“, където си партнира с Деян Донков.